# Vojka
Vojka, do roku 1948 Véke, je obec na Slovensku. Nachází se v Košickém kraji, v okrese Trebišov. Na území obce je chráněné ptačí území Medzibodrožie.

## Historie
První písemná zmínka o obci je z roku 1332. Obec byla součástí Uherska, po uzavření Trianonské smlouvy se stala součástí Československa. Na základě první vídeňské arbitráže byla v letech 1938 až 1945 součástí Maďarska. Většina mužů byla během 2. světové války povolána do maďarské armády, která tehdy bojovala na straně nacistického Německa. Dne 27. listopadu 1943 vstoupily do Vojky vojska 18. armády 4. ukrajinského frontu a 50 místních občanů bylo odvlečeno do sovětských koncentračních táborů. V letech 1945 až 1992 byla obec opět součástí Československa. Při sčítání lidu v roce 2011 žilo ve Vojce 514 lidí, z toho 346 Maďarů, 95 Romů, 68 Slováků a tři Češi. Jeden obyvatel uvedl jinou etnicitu a jeden obyvatel etnicitu neuvedl.

## Památky
- Klasicistní zámeček, dvoupodlažní bloková stavba z roku 1791. Stojí na místě renesanční stavby z roku 1523, která byla využita ve hmotě přízemí. Po roce 1946 prošel necitlivými úpravami, kdy ztratil část svých památkových hodnot.
- Římskokatolický kostel Nanebevstoupení Páně, jednolodní klasicistní stavba s půlkruhovým ukončením presbytáře a mírně představenou věží, z let 1799 - 1801. Obnovou prošel po druhé světové válce.